# Марија Кантемир
Кнегиња Марија Дмитријевна Кантемир (Руски: Марья Кантемирова, Румунски: Maria Cantemir, 1700-1757) - ћерка молдавског владара, кнеза Дмитрија Константиновича Кантемира и кнегиње Касандре Кантакузин, која је пребегла у Русију, сестра руског песника Антиоха Кантемира. Према легенди, била је љубавница цара Петра I Великог.

## Биографија
Као дете доведена је у Цариград, где је живео њен отац. Њен учитељ је био грчки монах Анастасије Кандоиди, тајни доушник руског амбасадора у Истанбулу П. А. Толстоја. Марија је учила старогрчки, латински, италијански, основе математике, астрономије, реторике, филозофије била је заинтересована за античку и западноевропску књижевност и историју, цртање и музику.
Крајем 1710. године. вратила се са породицом у Јаши. Кнез Дмитрије Кантемир се показао као Петров савезник у неуспешном турском походу и изгубио је своје поседе по Прутском уговору. Од 1711. године породица је живела у Харкову, од 1713. године - у Москви и резиденцији "Црно блато" код Москве.
Руску и словенску писменост почела је да учи од писца Ивана Иљинског. У очевој кући Марија је упознала цара Петра I. 1720. године, очекујући обећану награду за подршку у рату, Кантемирови су се преселили у Петроград, а удовац кнез Дмитрије се оженио младом лепотицом Настасјом Трубецкој и упао у вртлог друштвеног живота.
Марија је покушавала да избегне досадне забаве, а то је изазвало негодовање цара Петра I, по чијем је наређењу започела истрага коју су водили Павел Јагужински и др. Блументрост. Дневник Иљинског 1. новембра бележи: „Павел Иванович Јагужински са доктором Лаврентијем Лаврентјевичем (Блументростом) и Татишчовим (царским дежурним) дошли су да прегледају кнегињу: зар заиста нису у стању (нездраво им је), пошто нису били у Сенату“ .
У родитељској кући кнегиња Марија је примила цара Петра I, кнеза Александра Меншикова, Фјодора Апраксина и француског амбасадора Кампредона (6.11.1721. године). Одржавала је пријатељске односе са Толстојем, пруским, аустријским и другим дипломатама.

### Љубавница цара Петра I Великог
Према легенди, у зиму 1721. године цар Петар I је започео аферу са двадесетогодишњом кнегињом Маријом, коју је охрабрио њен отац, а према неким нагађањима и стари пријатељ цара Петра I Алексејевича, интригант Петар Толстој. У првим месецима 1722. године, док је била у Москви, кнегиња Марија је одбила просидбу кнеза Ивана Григоријевича Долгорукога. Године 1722. цар Петар I Алексејевич Романов је отишао у персијски поход: из Москве у Нижњи Новгород, Казањ и Астрахан. Цара Петра I Великог су пратиле и царица Катарина и кнегиња Марија (заједно са њеним оцем). Кнегиња Марија је била принуђена да остане у Астрахану са својом маћехом и млађим братом Антиохом, пошто је била трудна.
"У случају да кнегиња роди сина, царица се плаши развода од ње и брака цара са својом љубавницом, на подстицај влашког војводе".
— Депеша француског посланика Кампредона, 8. јуна 1722 .
Валишевски пише: „Ако верујете Шереру, Катаринини пријатељи су успели да је заштите од ове опасности: по повратку из кампање, Петар је затекао своју љубавницу у кревету, у лошем стању након побачаја“.
Према другим извештајима, кнегиња Марија је ипак родила сина. Цар Светог римског царства доделио је њеном оцу титулу принца Светог римског царства 1723. године, дајући јој виши статус. Али Маријин син убрзо умире. Цар Петар I Велики Алексејевич се вратио из похода у Москву децембра 1722. године.
Вероватно је тачна верзија да је Марија родила, али је било неуспешно, а новорођени дечак је умро. Мајков пише:
"Док се одвијала ова експедиција, у Астрахану, у господаревом рибњаку, где је била додељена соба за породицу Кантемир, догодило се мрачно дело припремљено издалека. Кнегиња Марија је прерано родила прерано рођену бебу. Постоји вест да је ово рођење вештачки убрзано мерама које је предузео Поликала, лекар породице Кантемир, који је такође био на царичином двору, а Поликалине поступке је надгледао нико други до пријатељ кнеза Димитрија П.А. Није му било први пут да игра двојаку улогу: приближавајући кнегињу Петру, он је истовремено желео да угоди Катарини; испоставило се да је несрећна кнегиња његова жртва, крхка играчка у његовим грубим рукама. Сада је Петрова жена могла бити мртва; опасност од које се плашила била је отклоњена".
Појавила су се истраживања која доводе у сумњу изворе легенде о афери кнегиње Марије Кантемир са царем Петром I Великим и опречне информације о трудноћи кнегиње Марије Кантемир.

### Након смрти цара Петра I Великог
После цареве смрти, кнегиња Марија се тешко разболела и направила тестамент у корист своје браће, постављајући Антиоха за свог извршитеља. „Док је Сенат расправљао о питању наслеђа преминулог владара, кнегиња Марија је поново боловала од тешке болести. Морални разлог за то су очигледно биле бриге које је морала да искуси последњих година. Петрова пажња, обновљена после његовог раскида са царицом Катарином због Монса, оживела је амбициозне снове у кнегињином срцу; али неочекивана смрт суверена задала им је изненадни одлучујући ударац.“
После опоравка живела је у Петрограду али се повукла из дворског живота. У време владавине царице Катарине I, била је у немилости. У време владавине цара Петра II, преселила се у Москву, где су служила њена браћа; уживала је наклоност цареве сестре велике кнегиње Наталије. Године 1727. кнегиња Марија је омогућила венчање свог брата Константина са принцезом М.Д. Голицином.
Захваљујући љубазности царице Ане I Ивановне, која ју је позвала на двор као дворску даму (1730. године), кнегиња Марија је „у парохији Тројице на Грјазеху“ подигла две куће на Покровској капији, позивајући Трезинија. Када је двор одлучио да се врати у Петроград 1731. године, кнегиња Марија је добила дозволу да остане у Москви. Ове услуге су јој додељене јер је њен брат кнез Антиох допринео Анином доласку на престо. Почетком 1732. године кнегиња Марија је радила у Петрограду на добијању нових поседа, посетила је царицу Ану I Ивановну, велику кнегињу Јелисавету Петровну, војводу Бирона, барона Остермана, А.И. Ушакова. Невоље су биле везане за текућу парницу са маћехом.
Марија се није удала за грузијског кнеза Александра Бакаровича, сина картлијанског краља Бакара III, који је отишао у Русију 1724. године. Повукла се са двора и дуго живела у својој московској кући, али је водила друштвени живот и комуницирала са московским племством. Присуствовала је крунисању царице Јелисавете I у Москви и успела да придобије др Лестока и канцелара Воронцова. Тридесетих година XVII века у њеној кући је био књижевни салон. Године 1737. Фјодор Васиљевич Наумов јој се удварао, али је она одбила, јер је из његових речи схватила да га више заводи њено тобожње богатство.
Одржавала је преписку (на италијанском и новогрчком) са својим братом кнезом Антиохом, који је живео у Паризу. Преписка је сачувана и садржи драгоцене историјске податке, од којих су неки изнети „езоповим језиком” како би се заварао читалац.
Почетком јануара 1744. године, писала му је да намерава да прода своје земље брату Сергеју, а себи ће оставити само мали плац да овде подигне манастир и у њему се замонаши. Изнервиран овом вести, болесни брат је одговорио сестри писмом на руском, у коме је најпре давао наређења у случају његовог доласка из Италије у Москву, а затим је рекао: „Ревносно вас молим да никада не помињете манастир и свој постриг; Веома се гнушам монаха и никада нећу толерисати да се придружите тако подлом чину, или ако то учините против моје воље, никада вас више нећу видети. Желим да по мом доласку у отаџбину проживиш цео свој живот са мном и будеш газдарица у мојој кући, да окупљаш и угостиш госте, једном речју – да ми будеш забава и помоћник.”
Кнез Антиох, који је боловао од хроничне болести, преминуо је у марту 1744. године у 35. години. Кнегиња Марија је о свом трошку превезла тело свог брата из Париза у Москву и сахранила га поред оца – у доњој цркви грчког манастира Светог Николе.
Од 1745. године, поседовала је имање Улиткино (односно Марино) у близини Москве, где је 1747. године подигла цркву свете Марије Магдалене. Очигледно, куповина је била повезана са чињеницом да је суседно имање Гребнево припадало оцу њене маћехе Настасје Ивановне, кнезу И. Ју. Трубецком. У августу 1757. године, кнегиња Марија је одлучила да састави тестамент.
"Његова прва тачка била је жеља да се у Мариину изгради манастир; Овом наредбом кнегиња као да је хтела да исправи чињеницу да није испунила завет који је дала; Прецизно је одређен кадар манастира и опредељена средства за његову изградњу и одржавање. Ако није било дозволе за оснивање манастира, онда се део суме одређене за то додељивао сиротињи, а остатак новца, као и сва покретна и непокретна имовина, давао се братији и другој родбини. Кнегиња је завештала да се њено тело сахрани у истом Марију, и то са истом једноставношћу као што је сахрањено тело кнеза Антиохије. Кнегиња Марија је већ била болесна у време када је написала ове редове, а месец дана касније, 9. септембра 1757. године, умрла је и одмах тада је почело кршење њених наредби на самрти: њено тело није сахрањено у њеном вољеном Марино, већ у истом грчком манастиру Светог Николе, који је већ служио као гроб за оца и мајку, брата и сестру. Оснивање женског манастира у Марију такође се није десио; наследници нису инсистирали на извршењу ове клаузуле тестамента, јер им је клаузула која је пратила давала могућност да је избегну".
Према локалном предању, Марија је сахрањена у цркви коју је саградила.